# Inundação do Mar do Norte de 1962

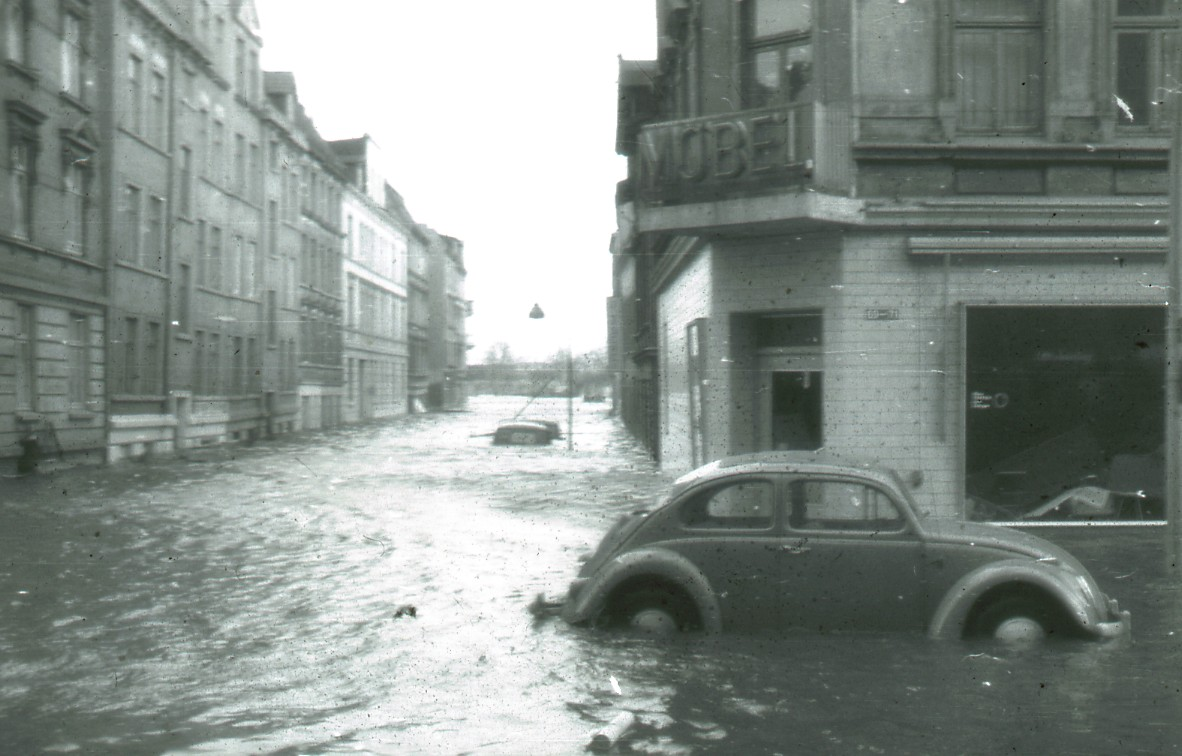
Ruas inundadas em Hamburgo-Wilhelmsburg

A inundação do Mar do Norte em 1962 foi um desastre natural que afetou principalmente as regiões costeiras da Alemanha Ocidental e, em particular, a cidade de Hamburgo na noite de 16 a 17 de fevereiro de 1962. No total, as casas de cerca de 60 000 pessoas foram destruídas e o número de mortos ascendeu a 315 em Hamburgo. O ciclone extratropical responsável pela inundação já havia atravessado o Reino Unido como o Great Sheffield Gale, devastando a cidade de Sheffield e matando nove pessoas.